# John Keill
John Keill (Edimburgo, 1 de diciembre de 1671 – Oxford, 31 de agosto de 1721) fue un matemático escocés, profesor Saviliano de astronomía en la Universidad de Oxford y miembro de la Royal Society. Fue un importante difusor de la obra de Isaac Newton y defensor de este en la controversia sobre la invención del cálculo infinitesimal, acusando a Gottfried Leibniz de plagio a Newton.

## Biografía
Su padre fue Robert Keill, un abogado de Edimburgo. Su madre, Sarah Cockburn, provenía de una familia con una fuerte relación con la Iglesia y con la causa jacobina. También tuvo un hermano, dos años menor, James Keill, pionero en introducir métodos matemáticos en la medicina.
John Keill estudió en la Universidad de Edimburgo, teniendo como profesor a David Gregory. En 1692 Keill obtuvo el bachelor's degree, especializándose en física y matemáticas. Y ese mismo año ingresó en el Balliol College de la Universidad de Oxford junto a David Gregory que había obtenido la cátedra Saviliana en esta universidad.
Obtuvo el doctorado en 1694 y continuó en Oxford, donde comenzó a dar clases de física en el Hart Hall utilizando innovadores experimentos para ayudar a sus alumnos a entender los nuevos conceptos newtonianos.
Entre 1699 y 1704 fue nombrado catedrático suplente de física y en 1701 entró a formar parte de la Royal Society. Sin embargo fracasó en 1704 al intentar consolidar la cátedra de física obtenida cinco años antes. Y también fracasó en 1709, al intentar obtener la cátedra Saviliana vacante después del fallecimiento de David Gregory, cátedra que finalmente obtuvo John Caswell.
Tras estos dos fracasos, Keill decido dejar la universidad. Y en 1709 se hizo tesorero del fondo creado por el gobierno británico para ayudar a los refugiados protestantes alemanes, a consecuencia de la invasión francesa del Palatinado durante la Guerra de los Nueve Años. Keill los acompañó en su viaje a Nueva Inglaterra y volvió Inglaterra en 1711. Después de trabajar un tiempo como matemático para la reina Ana, fue nombrado profesor Saviliano de astronomía a la muerte de John Caswell en 1712.
Keill, además de ser uno de los mayores difusores de la obra de Newton, fue uno de sus grandes defensores. Frente a otros autores que sugerían que el cálculo de Newton estaba basado en el trabajo de Leibniz, en 1711 acusó a Leibniz en el Philosophical Transactions de haber plagiado a Newton. Leibniz escribió a la Royal Society pidiendo la retractación de la acusación, pero Keill, con el respaldo de la Royal Society, mantuvo su posición dando inicio a la controversia por la paternidad del cálculo.
En 1717 se casó con Mary Clements. Este matrimonio produjo un gran escándalo en la época, ya que ella era veinticinco años más joven y procedía de una familia de clase más baja. Keill heredó una fortuna a la muerte de su hermano James en 1719 y murió dos años después, en 1721, a consecuencia de una fiebre severa. Fue enterrado en la iglesia de St. Mary de Oxford.